# Esperiopsis desmophora
Esperiopsis desmophora är en svampdjursart som beskrevs av Hooper och Claude Lévi 1988. Esperiopsis desmophora ingår i släktet Esperiopsis och familjen Esperiopsidae.
Artens utbredningsområde är havet kring Nya Kaledonien. Inga underarter finns listade i Catalogue of Life.